# Daphnopsis macrophylla
Espèce
Synonymes
- Daphne lancifolia Humb. & Bonpl. ex Wikstr.[1]
- Daphne macrophylla Kunth[1]
- Daphnopsis humboldtii Meisn.[1]
- Daphnopsis loranthifolia Standl.[1]

Statut de conservation UICN

 NT  : Quasi menacé
Daphnopsis macrophylla est une espèce de plantes de la famille des Thymelaeaceae.

## Publication originale
- Die Natürlichen Pflanzenfamilien 3(6a): 236. 1894. (10 Jul 1894)